# Guy Elmour
Guy Elmour (m. 5 de junio de 2012) fue un entrenador profesional de Nueva Caledonia. Desde 1971 hasta 1973 entrenó la Selección de fútbol de Nueva Caledonia. A partir de 1977, presidió durante 25 años la Federación de Fútbol de Nueva Caledonia.